# Haus Orléans-Braganza

Das Wappen des kaiserlichen Hauses von Brasilien

Das Haus Orléans-Braganza (portugiesisch Orléans e Bragança) ist ein in Brasilien beheimateter Zweig des ehemaligen französischen Königshauses Orléans, das vom Haus Braganza 1891 die Thronansprüche für das 1889 beendete Kaiserreich Brasilien geerbt hat.

## Herkunft

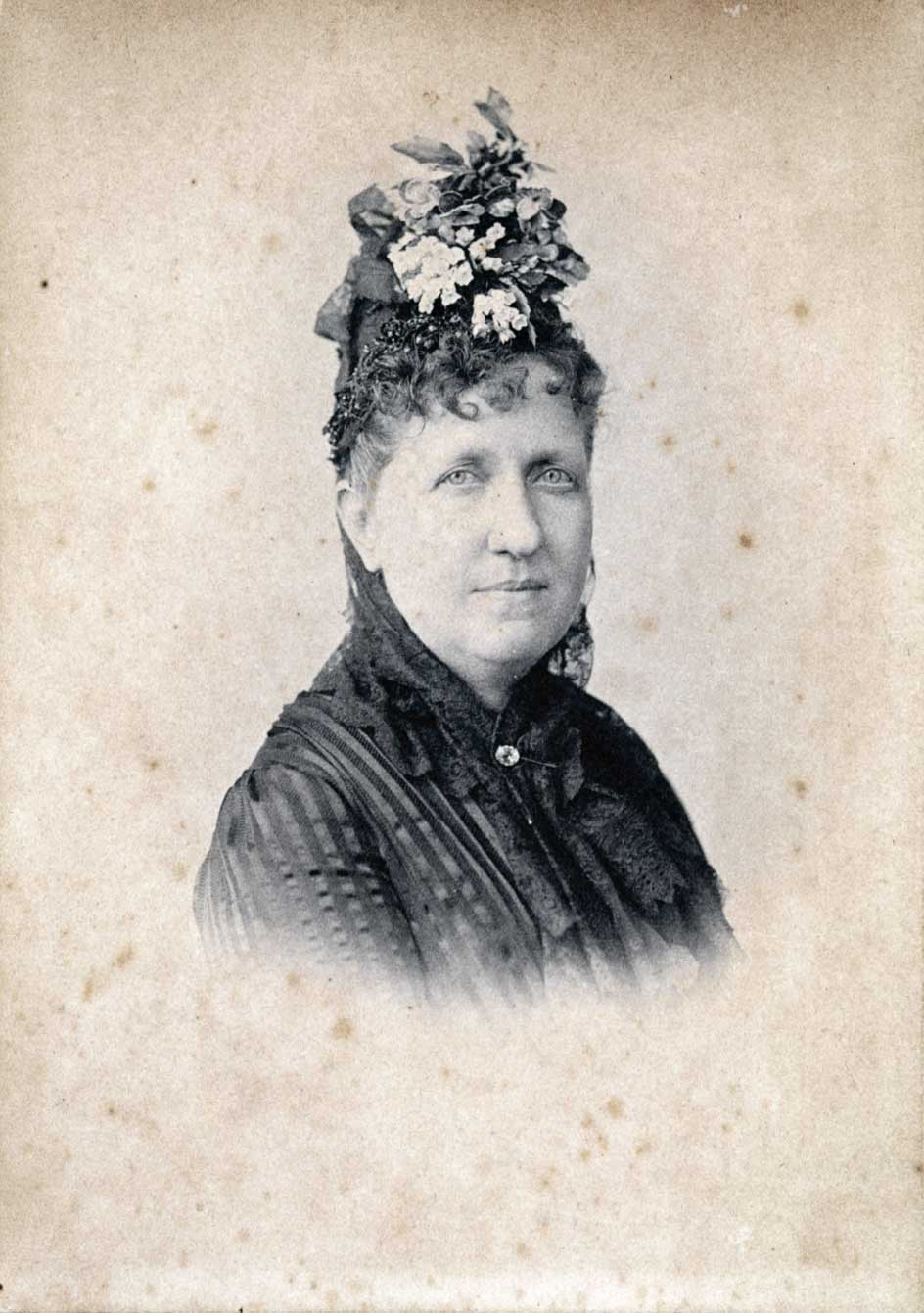
Kronprinzessin Isabella von Brasilien (1846–1921)

In agnatischer Abstammung ist das Geschlecht ein Seitenzweig des ehemaligen französischen Königshauses Orléans und damit dem Geschlecht der Kapetinger zugehörig. Über die weibliche Linie stammt die Familie von der brasilianischen Linie des portugiesischen Herrscherhauses Braganza ab.
Stammvater ist Gaston d’Orléans, comte d’Eu, ein Enkelsohn des letzten französischen Königs Ludwig Philipp, der 1864 die brasilianische Prinzessin Isabella (Dona Isabel), älteste Tochter und designierte Nachfolgerin des Kaisers Peter II. von Brasilien, heiratete. Ihre gemeinsamen Nachkommen stellen bis heute unter dem Namen Orléans e Bragança die Prätendenten auf den brasilianischen Kaiserthron. Die Monarchie in Brasilien wurde 1889 nach einem Militärputsch abgeschafft und durch eine Republik ersetzt.

## Die zwei Linien
Die Prätendenten sind dabei in zwei konkurrierende Linien gespalten, die von den zwei älteren Söhnen der Dona Isabel abstammen. Ihr ältester Sohn Dom Pedro de Alcântara de Orléans e Bragança, Prinz von Grão Para, war zugleich ihr designierter Erbe. Der allerdings hatte 1908 aufgrund einer morganatischen Ehe auf sein Nachfolgerecht zugunsten seines Bruders, Dom Luís Maria Filipe de Orléans e Bragança, verzichtet. Dies ist jedoch umstritten, da Elisabeth Gräfin Dobrženský von Dobrženitz dem böhmischen Hochadel angehörte, wodurch der Verzicht nichtig wurde. Nach dem Tod Dom Pedros 1940 erklärte dessen Sohn, Dom Pedro Gastão, gestützt auf ein Rechtsgutachten der Universität von São Paulo den Verzicht für unrechtmäßig und erhob einen eigenen Anspruch auf die Prätendentschaft. Die Nachkommen Dom Pedros de Alcântara existieren bis heute in direkter männlicher Linie und werden wegen ihres Wohnortes als die „Petrópolis-Linie“ bezeichnet. Sie wohnen bis heute in einem Palast des ehemaligen Kaisers in der Stadt Petrópolis, dem Palacio de Grão Para.
Eine kleine Minderheit der brasilianischen und europäischen Monarchisten betrachten aber den Verzicht von Dom Pedro de Alcântara als gegeben an und erkennen in den Nachkommen von Dom Luís, der noch ein Jahr vor seiner Mutter starb, die rechtmäßigen Prätendenten. Sie werden als „Vassouras-Linie“ bezeichnet.

### Brasilianische Thronprätendenten
| Dona Isabel de Bragança (* 29. Juli 1846; † 14. November 1921)                  |                |                                                                                  |
| „Vassouras-Linie“                                                               | Verwandtschaft | „Petrópolis-Linie“                                                               |
| Dom Pedro Henrique de Orléans e Bragança (* 13. September 1909; † 5. Juli 1981) | Enkel          | Dom Pedro Gastão de Orléans e Bragança (* 19. Februar 1913; † 27. Dezember 2007) |
| Dom Luiz von Orléans-Braganza (* 6. Juni 1938; † 15. Juli 2022)                 | Sohn           | Dom Pedro Carlos de Orléans e Bragança (* 31. Oktober 1945)                      |
| designierte Nachfolger                                                          |                |                                                                                  |
| Bertrand von Orléans-Braganza (* 2. Februar 1941)                               |                | Pedro Tiago Maria de Orléans e Bragança (* 1. Dezember 1979)                     |

## Referendum
1993 fand aufgrund von Artikel 2 der Übergangsbestimmungen der neuen brasilianischen Verfassung von 1988 tatsächlich ein Referendum über die Wiedereinführung der Monarchie statt. Dabei stimmten aber nur 13 % der stimmberechtigten Brasilianer für die Monarchie.

## Stammliste (Auszug)
- Isabel de Bragança, Kronprinzessin von Brasilien (1846–1921) ⚭ mit Gaston d’Orléans, comte d’Eu

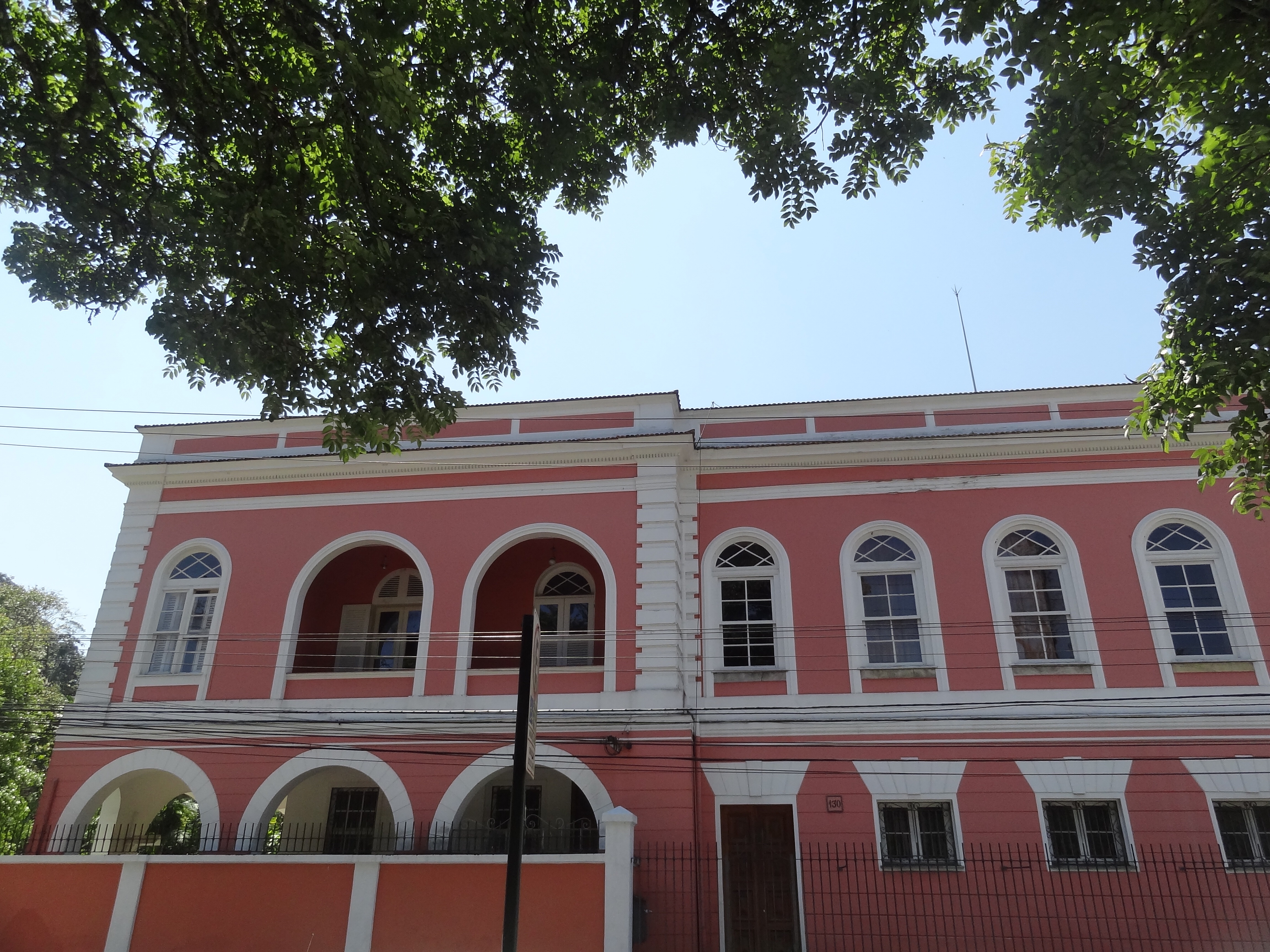
Palácio Grão Pará am Kaiserlichen Sommerpalast in Petrópolis, Wohnsitz der Petrópolis-Linie

  - Palácio Grão Pará am Kaiserlichen Sommerpalast in Petrópolis, Wohnsitz der Petrópolis-LiniePedro de Alcântara de Orléans e Bragança (1875–1940), ⚭ mit Elisabeth Gräfin Dobrženský von Dobrženitz,  „Petrópolis-Linie“
    - Isabel de Orléans e Bragança (1911–2003), ⚭ mit Henri d’Orléans, comte de Paris (1908–1999, französischer Thronprätendent)
    - Pedro Gastão d’Orléans-Bragança (1913–2007) ⚭ 1944 Maria de la Esperanza von Bourbon-Sizilien (1914–2005)
      - Pedro Carlos de Orléans e Bragança (* 1945)
        - Pedro Tiago Maria de Orléans e Bragança (* 1979)
        - Filipe de Orléans e Bragança (* 1982)

      - Maria da Gloria de Orléans e Bragança (* 1946) ⚭ I. 1972–1985 Kronprinz Alexander von Jugoslawien (* 1945)
      - Afonso Duarte de Orléans e Bragança (* 1948)
      - Manuel Álvaro de Orléans e Bragança (* 1949)
      - Cristina Maria do Rosário de Orléans e Bragança (* 1950)
      - Francisco Humberto de Orléans e Bragança (* 1956)

    - Maria Francisca de Orléans e Bragança (1914–1968), ⚭ mit Duarte Nuno de Bragança (1907–1976, portugiesischer Thronprätendent), Eltern des Duarte III. Pio (* 1945), Chef des königlichen Hauses von Portugal
    - João de Orléans e Bragança (1916–2005)
    - Teresa de Orléans e Bragança (1919–2011)

  - Luís Maria Filipe de Orléans e Bragança (1878–1920), ⚭ mit Maria Pia von Bourbon-Sizilien, „Vassouras-Linie“
    - Pedro Henrique de Orléans e Bragança (1909–1981), ⚭ mit Maria Elisabeth von Bayern (1914–2011)[2]
      - Luís Gastão de Orléans e Bragança (1938–2022)
      - Eudes Maria de Orléans e Bragança (* 1939)
        - Luiz Philippe de Orléans e Bragança (* 1969)

      - Bertrand Maria José de Orléans e Bragança (* 1941)
      - Isabel Maria de Orléans e Bragança (* 1944)
      - Pedro Henrique de Orléans e Bragança (* 1945)
      - Fernando Diniz de Orléans e Braganza (* 1948)
      - Antônio João de Orléans e Bragança (* 1950), ⚭ mit Prinzessin Christine de Ligne
        - Pedro Luís de Orléans e Bragança (1983–2009), gestorben im Air-France-Flug 447
        - Amélia de Orléans e Bragança (* 1984)
        - Rafael Antonio de Orléans e Bragança (* 1986)
        - Maria Gabriela Fernanda de Orléans e Bragança (* 1989)

      - Eleonora Maria de Orléans e Bragança (* 1953), ⚭ mit Fürst Michel de Ligne
      - Francisco Maria de Orléans e Bragança (* 1955)
      - Alberto Maria de Orléans e Bragança (* 1957)
      - Maria Teresa de Orléans e Bragança (* 1959)
      - Maria Gabriela de Orléans e Bragança (* 1959)

    - Luis Gastão de Orléans e Bragança (1911–1931)
    - Pia Maria de Orléans e Bragança (1913–2000)

  - Antônio Gastão de Orléans e Bragança (1881–1918)